# Dâmbova
Dâmbova – wieś w Rumunii, w okręgu Gorj, w gminie Drăguțești. W 2011 roku liczyła 388 mieszkańców.